# Államok vezetőinek listája 1969-ben
Ezen az oldalon az 1969-ben fennálló államok vezetőinek névsora olvasható földrészek, majd országok szerinti bontásban.

## Európa
- Albánia (népköztársaság)
  - A kommunista párt főtitkára – Enver Hoxha (1944–1985)
  - Államfő - Haxhi Lleshi (1953–1982), lista
  - Kormányfő - Mehmet Shehu (1954–1981), lista
- Andorra (parlamentáris társhercegség)
  - Társhercegek
    - Francia társherceg –
      1. Charles de Gaulle (1959–1969)
      2. Alain Poher (1969), ügyvivő
      3. Georges Pompidou (1969–1974), lista

    - Episzkopális társherceg –
      1. Ramon Iglesias i Navarri (1943–1969)
      2. Ramon Malla Call (1969–1971), ügyvivő, lista
- Ausztria (szövetségi köztársaság)
  - Államfő - Franz Jonas (1965–1974), lista
  - Kancellár - Josef Klaus (1964–1970), szövetségi kancellár lista
- Belgium (parlamentáris monarchia)
  - Uralkodó - I. Baldvin király (1951–1993)
  - Kormányfő - Gaston Eyskens (1968–1973), lista
- Bulgária (népköztársaság)
  - A kommunista párt vezetője – Todor Zsivkov (1954–1989), a Bolgár Kommunista Párt főtitkára
  - Államfő - Georgi Trajkov (1964–1971), lista
  - Kormányfő - Todor Zsivkov (1962–1971), lista
- Ciprus (köztársaság)
  - Államfő - III. Makáriosz ciprusi érsek (1960–1974), lista
- Csehszlovákia (népköztársaság)
  - A kommunista párt vezetője – 
    1. Alexander Dubček (1968–1969)
    2. Gustáv Husák (1969–1987), a Csehszlovák Kommunista Párt főtitkára

  - Államfő - Ludvík Svoboda (1968–1975), lista
  - Kormányfő - Oldřich Černík (1968–1970), lista
- Dánia (parlamentáris monarchia)
  - Uralkodó - IX. Frigyes király (1947–1972)
  - Kormányfő - Hilmar Baunsgaard (1968–1971), lista
  -  Feröer
    - Kormányfő – Kristian Djurhuus (1968–1970), lista

  -  Grönland
    - Kormányfő – Erling Høegh (1967–1971), a Landsråd elnöke, lista
- Egyesült Királyság (parlamentáris monarchia)
  - Uralkodó - II. Erzsébet Nagy-Britannia királynője (1952–2022)
  - Kormányfő - Harold Wilson (1964–1970), lista
- Finnország (köztársaság)
  - Államfő - Urho Kekkonen (1956–1981), lista
  - Kormányfő - Mauno Koivisto (1968–1970), lista
  -  Åland – 
    - Kormányfő – Martin Isaksson (1967–1972)
- Franciaország (köztársaság)
  - Államfő - 
    1. Charles de Gaulle (1959–1969)
    2. Alain Poher (1969), ügyvivő
    3. Georges Pompidou (1969–1974), lista

  - Kormányfő – 
    1. Maurice Couve de Murville (1968–1969)
    2. Jacques Chaban-Delmas (1969–1973), lista
- Görögország (monarchia)
  - Uralkodó – II. Konstantin király (1964–1973)[1]
  - Régens – Jórgosz Zoitakisz (1967–1972)
  - Kormányfő - Jórgosz Papadópulosz (1967–1973), lista
- Hollandia (parlamentáris monarchia)
  - Uralkodó - Julianna királynő (1948–1980)
  - Miniszterelnök - Piet de Jong (1967–1971), lista
  -  Holland Antillák (a Holland Királyság tagállama)
    - lásd Észak-Amerikánál

  -  Suriname (a Holland Királyság tagállama)
    - lásd Dél-Amerikánál
- Izland (köztársaság)
  - Államfő - Kristján Eldjárn (1968–1980), lista
  - Kormányfő - Bjarni Benediktsson (1963–1970), lista
- Írország (köztársaság)
  - Államfő - Éamon de Valera (1959–1973), lista
  - Kormányfő - Jack Lynch (1966–1973), lista
- Jugoszlávia (népköztársaság)
  - A kommunista párt vezetője – Josip Broz Tito (1936–1980), a Jugoszláv Kommunista Liga Elnökségének elnöke
  - Államfő - Josip Broz Tito (1953–1980), Jugoszlávia Elnöksége elnöke, lista
  - Kormányfő - 
    1. Mika Špiljak (1967–1969)
    2. Mitja Ribičič (1969–1971), lista
- Lengyelország (népköztársaság)
  - A kommunista párt vezetője – Władysław Gomułka (1956–1970), a Lengyel Egyesült Munkáspárt KB első titkára
  - Államfő - Marian Spychalski (1968–1970), lista
  - Kormányfő - Józef Cyrankiewicz (1954–1970), lista
- Liechtenstein
  - Uralkodó - II. Ferenc József herceg (1938–1989)
  - Kormányfő - Gerard Batliner (1962–1970), lista
- Luxemburg (parlamentáris monarchia)
  - Uralkodó - János nagyherceg (1964–2000)
  - Kormányfő - Pierre Werner (1959–1974), lista
- Magyarország (népköztársaság)
  - A kommunista párt vezetője – Kádár János (1956–1988), a Magyar Szocialista Munkáspárt első titkára
  - Államfő - Losonczi Pál (1967–1987), az Elnöki Tanács elnöke, lista
  - Kormányfő - Fock Jenő (1967–1975), lista
- Málta (monarchia)
  - Uralkodó – II. Erzsébet, Málta királynője (1964–1974)
  - Főkormányzó - Sir Maurice Henry Dorman (1962–1971)[2] lista
  - Kormányfő - Giorgio Borg Olivier (1962–1971),[3] lista
- Monaco
  - Uralkodó - III. Rainier herceg (1949–2005)
  - Államminiszter - 
    1. Paul Demange (1966–1969)
    2. François-Didier Gregh (1969–1972), lista
- NDK (Német Demokratikus Köztársaság) (népköztársaság)
  - A kommunista párt vezetője – Walter Ulbricht (1950–1971), a Német Szocialista Egységpárt főtitkára
  - Államfő – Walter Ulbricht (1960–1973), az NDK Államtanácsának elnöke
  - Kormányfő – Willi Stoph (1964–1973), az NDK Minisztertanácsának elnöke
- NSZK (Német Szövetségi Köztársaság) (szövetségi köztársaság)
  - Államfő - 
    1. Heinrich Lübke (1959–1969)
    2. Gustav Heinemann (1969–1974), lista

  - Kancellár - 
    1. Kurt Georg Kiesinger (1966–1969)
    2. Willy Brandt (1969–1974), lista
- Norvégia (parlamentáris monarchia)
  - Uralkodó - V. Olaf király (1957–1991)
  - Kormányfő - Per Borten (1965–1971), lista
- Olaszország (köztársaság)
  - Államfő - Giuseppe Saragat (1964–1971), lista
  - Kormányfő - Mariano Rumor (1968–1970), lista
- Portugália (köztársaság)
  - Államfő - Américo Tomás (1958–1974), lista
  - Kormányfő - Marcello Caetano (1968–1974), lista
- Románia (népköztársaság)
  - A kommunista párt vezetője – Nicolae Ceaușescu (1965–1989), a Román Kommunista Párt főtitkára
  - Államfő - Nicolae Ceaușescu (1967–1989), lista
  - Kormányfő - Ion Gheorghe Maurer (1961–1974), lista
- San Marino (köztársaság)
  - Régenskapitányok
- Spanyolország (totalitárius állam)
  - Államfő – Francisco Franco (1936–1975)
  - Kormányfő - Francisco Franco (1938–1973), lista
- Svájc (konföderáció)
  - Szövetségi Tanács:[4]
Willy Spühler (1959–1970), Ludwig von Moos (1959–1971), elnök, Hans-Peter Tschüdi (1959–1973), Hans Schaffner (1961–1969), Roger Bonvin (1962–1973), Rudolf Gnägi (1965–1979), Nello Celio (1966–1973), Ernst Brugger (1969–1978)
- Svédország (parlamentáris monarchia)
  - Uralkodó - VI. Gusztáv Adolf király (1950–1973)
  - Kormányfő - 
    1. Tage Erlander (1946–1969)
    2. Olof Palme (1969–1976), lista
- Szovjetunió (szövetségi népköztársaság)
  - A kommunista párt vezetője – Leonyid Brezsnyev (1964–1982), a Szovjetunió Kommunista Pártjának főtitkára
  - Államfő – Nyikolaj Podgornij (1965–1977), lista
  - Kormányfő – Alekszej Koszigin (1964–1980), lista
- Vatikán (abszolút monarchia)
  - Uralkodó - VI. Pál pápa (1963–1978)
  - Államtitkár - 
    1. Amleto Giovanni Cicognani (1961–1969)
    2. Jean-Marie Villot (1969–1979), lista

## Afrika
- Algéria (köztársaság)
  - Államfő - Houari Boumediene (1965–1978), lista
- Botswana (köztársaság)
  - Államfő - Sir Seretse Khama (1966–1980), lista
- Burundi (köztársaság)
  - Államfő - Michel Micombero (1966–1976), lista
- Csád (köztársaság)
  - Államfő - François Tombalbaye (1960–1975), lista
  - Kormányfő - François Tombalbaye (1959–1975), lista
- Dahomey (köztársaság)
  - Államfő - 
    1. Émile Derlin Zinsou (1968–1969)
    2. Maurice Kouandété (1969), Dahomey hadseregének parancsnoka
    3. Paul-Émile de Souza (1969–1970), lista
- Dél-afrikai Köztársaság (köztársaság)
  - Államfő - Jacobus Johannes Fouché (1968–1975), lista
  - Kormányfő - B. J. Vorster (1966–1978), lista
- Egyenlítői-Guinea (köztársaság)
  - Államfő - Masie Nguema Biyogo Ñegue Ndong (1968–1979), lista
- Egyiptom (köztársaság)
  - Államfő - Gamal Abden-Nasszer (1954–1970), lista
  - Kormányfő - Gamal Abden-Nasszer (1967–1970), lista
- Elefántcsontpart (köztársaság)
  - Államfő - Félix Houphouët-Boigny (1960–1993), lista
- Etiópia (köztársaság)
  - Uralkodó - Hailé Szelasszié császár (1930–1974)[5]
  - Miniszterelnök - Aklilu Habte-Wold (1961–1974), lista
- Felső-Volta (köztársaság)
  - Államfő - Sangoulé Lamizana (1966–1980), lista
- Gabon (köztársaság)
  - Államfő - Omar Bongo (1967–2009), lista
- Gambia (köztársaság)
  - Uralkodó - II. Erzsébet Gambia királynője (1965–1970)
  - Főkormányzó - Sir Farimang Mamadi Singateh (1966–1970), főkormányzó
  - Miniszterelnök - Sir Dawda Jawara (1962–1970),[6] lista
- Ghána (köztársaság)
  - Államfő - 
    1. Joseph Arthur Ankrah (1966–1969)
    2. Akwasi Afrifa (1969–1970), a Legfőbb Katonai Tanács elnöke, lista

  - Kormányfő - Kofi Abrefa Busia (1969–1972), lista
- Guinea (köztársaság)
  - Államfő - Sékou Ahmad Touré (1958–1984), lista
- Kamerun (köztársaság)
  - Államfő - Ahmadou Ahidjo (1960–1982), lista
  - Kormányfő – 
Kelet-Kamerun: Simon Pierre Tchoungui (1965–1972), lista
Nyugat-Kamerun: Salomon Tandeng Muna (1968–1972), lista
- Kenya (köztársaság)
  - Államfő - Jomo Kenyatta (1964–1978), lista
- (Kongó-Brazzaville) (köztársaság)
  - Államfő - 
    1. Alfred Raoul (1968–1969), ügyvivő
    2. Marien Ngouabi (1969–1977), lista

  - Kormányfő – Alfred Raoul (1968–1969), lista
- Kongói Demokratikus Köztársaság (Kongó-Kinshasa) (köztársaság)
  - Államfő - Joseph-Désiré Mobutu (1965–1997), lista
- Közép-afrikai Köztársaság (köztársaság)
  - Államfő - I. Bokassa császár (1966–1979),[7] elnök
- Lesotho (alkotmányos monarchia)
  - Uralkodó - II. Moshoeshoe király (1960–1990)
  - Kormányfő - Leabua Jonathan (1965–1986),[8] lista
- Libéria (köztársaság)
  - Államfő - William Tubman (1944–1971), lista
- Líbia (köztársaság)
- A Líbiai Arab Köztársaság 1969. szeptember 1-jén váltja fel a Líbiai Királyságot.
  - Uralkodó – I. Idrisz líbiai király (1951–1969)
  - De facto országvezető - Moammer Kadhafi (1969–2011), lista
  - Névleges államfő - Moammer Kadhafi (1969–1979), Líbia Népi Kongresszusa főtitkára
  - Kormányfő - 
    1. Vanisz al-Kadhafi (1968–1969)
    2. Mahmúd Szulajman al-Maghríbi (1969–1970), lista
- Malgas Köztársaság
  - Államfő - Philibert Tsiranana (1959–1972),[9] lista
- Malawi (köztársaság)
  - Államfő - Hastings Banda (1966–1994), lista
- Mali (köztársaság)
  - Államfő - Moussa Traoré (1968–1991), lista
  - Kormányfő – Yoro Diakité, (1968–1969), lista
- Marokkó (alkotmányos monarchia)
  - Uralkodó - II. Haszan király (1961–1999)
  - Kormányfő - 
    1. Mohamed Benhima (1967–1969)
    2. Ahmed Laraki (1969–1971), lista
- Mauritánia (köztársaság)
  - Államfő - Moktar Úld Daddah (1960–1978), lista
- Mauritius (monarchia)
  - Uralkodó – II. Erzsébet királynő (1968–1992)
  - Főkormányzó – Sir Leonard Williams (1968–1972), lista
  - Kormányfő - Sir Seewoosagur Ramgoolam (1961–1982),[10] lista
- Niger (köztársaság)
  - Államfő - Hamani Diori (1960–1974), lista
- Nigéria (köztársaság)
  - Államfő - Yakubu Gowon (1966–1975), a Legfelsőbb Katonai Tanács elnöke, lista
  -  Biafra (el nem ismert szakadár állam)
  - Államfő - C. Odumegwu Ojukwu, (1967–1970), Biafra elnöke
- Rhodesia (el nem ismert, de facto független ország)
  - Uralkodó – II. Erzsébet királynő (1965–1970) (maga nem ismerte el)
  - Kormányzó – Sir Humphrey Gibbs, Dél-Rodézia kormányzója (1959–1969)[11]
  - Államfő – Clifford Dupont (1965–1975),[12] lista
  - Kormányfő - Ian Smith (1965–1979), lista
- Ruanda (köztársaság)
  - Államfő - Grégoire Kayibanda (1961–1973), lista
- Sierra Leone (monarchia)
  - Uralkodó - II. Erzsébet királynő (1961–1971)
  - Főkormányzó - Sir Banja Tejan-Sie (1968–1971), lista
  - Kormányfő - Siaka Stevens (1968–1971), lista
- Szenegál (köztársaság)
  - Államfő - Léopold Sédar Senghor (1960–1980), lista
- Szomália (köztársaság)
- A Szomáli Köztársaságot 1969. október 21-én váltotta fel a Szomáliai Demokratikus Köztársaság.
  - Államfő – 
    1. Abdirasid Ali Sermarke (1967–1969)
    2. Muhtar Mohamed Huszein sejk (1969)
    3. Sziad Barré (1969–1991), lista
- Szudán (köztársaság)
  - Államfő - 
    1. Iszmail al-Azsári (1965–1969)
    2. Dzsáfar Nimeri (1969–1985), lista

  - Kormányfő – 
    1. Muhammad Ahmad Mahgúb (1967–1969)
    2. Babiker Avadalla (1969)
    3. Dzsáfar Nimeri (1969–1976), lista
- Szváziföld (abszolút monarchia)
  - Uralkodó - II. Sobhuza király (1921–1982)[13]
  - Kormányfő - Makhosini Dlamini herceg (1967–1976), lista
- Tanzánia (köztársaság)
  - Államfő - Julius Nyerere (1962–1985),[14] lista
  -  Zanzibár
    - Államfő – Abeid Amani Karume sejk (1964–1972), elnök
- Togo (köztársaság)
  - Államfő - Étienne Eyadéma (1967–2005), lista
- Tunézia (köztársaság)
  - Államfő - Habib Burgiba (1957–1987), lista
  - Kormányfő - Bahi Ladgham (1969–1970), lista
- Uganda (köztársaság)
  - Államfő - Milton Obote (1966–1971), lista
- Zambia (köztársaság)
  - Államfő - Kenneth Kaunda (1964–1991), lista

## Dél-Amerika
- Argentína (köztársaság)
  - Államfő - Juan Carlos Onganía (1966–1970), lista
- Bolívia (köztársaság)
  - Államfő - 
    1. René Barrientos (1966–1969)
    2. Luis Adolfo Siles Salinas (1969)
    3. Alfredo Ovando Candía (1969–1970), lista
- Brazília (köztársaság)
  - Államfő - 
    1. Artur da Costa e Silva (1967–1969)
    2. Katonai Junta (Brazília, 1969) (1969)
    3. Emílio Garrastazú Médici (1969–1974), lista
- Chile (köztársaság)
  - Államfő - Eduardo Frei Montalva (1964–1970), lista
- Ecuador (köztársaság)
  - Államfő - José María Velasco Ibarra (1968–1972), lista
- Guyana (köztársaság)
  - Uralkodó - II. Erzsébet Guyana királynője (1966–1970)
  - Főkormányzó - 
    1. Sir David Rose (1966–1969)
    2. Sir Edward Luckhoo (1969–1970), ügyvivő

  - Kormányfő - Forbes Burnham (1964–1980),[15] lista
- Kolumbia (köztársaság)
  - Államfő - Carlos Lleras Restrepo (1966–1970), lista
- Paraguay (köztársaság)
  - Államfő - Alfredo Stroessner (1954–1989), lista
- Peru (köztársaság)
  - Államfő - Juan Velasco Alvarado (1968–1975), lista
  - Kormányfő - Ernesto Montagne Sánchez (1968–1973), lista
- Uruguay (köztársaság)
  - Államfő - Jorge Pacheco Areco (1967–1972), lista
- Venezuela (köztársaság)
  - Államfő - 
    1. Raúl Leoni (1964–1969)
    2. Rafael Caldera (1969–1974), lista

## Észak- és Közép-Amerika
- Amerikai Egyesült Államok (köztársaság)
  - Államfő - 
    1. Lyndon B. Johnson (1963–1969)
    2. Richard Nixon (1969–1974), lista
- Barbados (parlamentáris monarchia)
  - Uralkodó - II. Erzsébet királynő, Barbados királynője (1966–2021)
  - Főkormányzó - Sir Arleigh Winston Scott (1967–1976), lista
  - Kormányfő - Errol Barrow (1961–1976), lista
- Costa Rica (köztársaság)
  - Államfő - José Joaquín Trejos Fernández (1966–1970), lista
- Dominikai Köztársaság (köztársaság)
  - Államfő - Joaquín Balaguer (1966–1978), lista
- Salvador (köztársaság)
  - Államfő - Fidel Sánchez Hernández (1967–1972), lista
- Guatemala (köztársaság)
  - Államfő - Julio César Méndez Montenegro (1966–1970), lista
- Haiti (köztársaság)
  - Államfő - François Duvalier (1957–1971), Haiti örökös elnöke, lista
- Honduras (köztársaság)
  - Államfő - Oswaldo López Arellano (1963–1971), lista
- Jamaica (parlamentáris monarchia)
  - Uralkodó - II. Erzsébet királynő, Jamaica királynője, (1962–2022)
  - Főkormányzó - Sir Clifford Campbell (1962–1973), lista
  - Kormányfő - Hugh Shearer (1967–1972), lista
- Kanada (parlamentáris monarchia)
  - Uralkodó - II. Erzsébet királynő, Kanada királynője, (1952–2022)
  - Főkormányzó - Roland Michener (1967–1974), lista
  - Kormányfő - Pierre Trudeau (1968–1979), lista
- Kuba (népköztársaság)
  - A kommunista párt főtitkára - Fidel Castro (1965–2011), főtitkár
  - Államfő - Osvaldo Dorticós Torrado (1959–1976), lista
  - Miniszterelnök - Fidel Castro (1959–2008), lista
- Mexikó (köztársaság)
  - Államfő - Gustavo Díaz Ordaz (1964–1970), lista
- Nicaragua (köztársaság)
  - Államfő - Anastasio Somoza Debayle (1967–1972), lista
- Panama (köztársaság)
  - De facto országvezető – Omar Torrijos (1968–1981), a Nemzeti Gárda parancsnoka
  - Államfő - 
    1. José María Pinilla Fábrega (1968–1969), a panamai Junta elnöke
    2. Demetrio B. Lakas (1969–1978), lista
- Trinidad és Tobago (köztársaság)
  - Uralkodó - II. Erzsébet királynő (1962–1976)
  - Főkormányzó - Sir Solomon Hochoy (1960–1972)[16] lista
  - Kormányfő - Eric Williams (1956–1981),[16] lista

## Ázsia
- Afganisztán (köztársaság)
  - Uralkodó – Mohamed Zahir király (1933–1973)
  - Kormányfő – Mohammad Nur Ahmad Etemadi (1967–1971), lista
- Bhután (abszolút monarchia)
  - Uralkodó - Dzsigme Dordzsi Vangcsuk király (1952–1972)
- Burma (köztársaság)
  - Államfő - Ne Vin (1962–1981), lista
  - Kormányfő - Ne Vin (1962–1974), lista
- Ceylon (alkotmányos monarchia)
  - Uralkodó – II. Erzsébet, Ceylon királynője (1952–1972)
  - Főkormányzó – William Gopallawa (1962–1972), lista
  - Kormányfő - Dudley Senanayake (1965–1970), lista
- Dél-Korea (köztársaság)
  - Államfő - Pak Csong Hi (1962–1979), lista
  - Kormányfő - Csong Ilgvon (1964–1970), lista
- Észak-Korea (népköztársaság)
  - A kommunista párt főtitkára - Kim Ir Szen (1948–1994), főtitkár, országvezető
  - Államfő - Csoi Jongkun (1957–1972), Észak-Korea elnöke
  - Kormányfő - Kim Ir Szen (1948–1972), lista
- Fülöp-szigetek (köztársaság)
  - Államfő - Ferdinand Marcos (1965–1986), lista
- India (köztársaság)
  - Államfő - 
    1. Zakir Huszain (1967–1969)
    2. Varahagiri Venkata Giri (1969), ügyvivő
    3. Mohammad Hidayatullah (1969), ügyvivő
    4. Varahagiri Venkata Giri (1969–1974), lista

  - Kormányfő - Indira Gandhi (1966–1977), lista
- Indonézia (köztársaság)
  - Államfő - Suharto (1967–1998), lista
- Irak (köztársaság)
  - Államfő - Ahmed Haszan al-Bakr (1968–1979), lista
  - Kormányfő - Ahmed Haszan al-Bakr (1968–1979), lista
- Irán (monarchia)
  - Uralkodó – Mohammad Reza Pahlavi sah (1941–1979)
  - Kormányfő – Amír-Abbász Hoveida (1965–1977), lista
- Izrael (köztársaság)
  - Államfő - Zalmán Sazár (1963–1973), lista
  - Kormányfő - 
    1. Lévi Eskól (1963–1969)
    2. Jigál Allon (1969), ügyvivő
    3. Golda Meir (1969–1974), lista
- Japán (parlamentáris monarchia)
  - Uralkodó - Hirohito császár (1926–1989)
  - Kormányfő - Eiszaku Szató (1964–1972), lista
- Dél-Jemen (Dél-jemeni Népi Demokratikus Köztársaság) (népköztársaság)
  - Államfő – 
    1. Kátan Muhammad al-Sábí (1967–1969)
    2. Szálim Rubaí Alí (1969–1978), Dél-Jemen Legfelsőbb Népi Tanácsa elnökségének elnöke

  - Kormányfő – 
    1. Fajszál al-Sábí (1969)
    2. Muhammad Ali Haitham (1969–1971)
- Észak-Jemen (Jemeni Arab Köztársaság) (köztársaság)
  - Államfő - Abdul Rahman al-Irjani (1967–1974), lista
  - Kormányfő – 
    1. Haszán al-Amrí (1967–1969)
    2. Abdul Szalam Szabrah (1969), ügyvivő
    3. Mohszín Ahmad al-Aini (1969)
    4. Abdulláh Kursumi (1969–1970), lista
- Jordánia (alkotmányos monarchia)
  - Uralkodó - Huszejn király (1952–1999)
  - Kormányfő - 
    1. Bahdzsat Talhúni (1967–1969)
    2. Abdelmunim al-Rifai (1969)
    3. Bahdzsat Talhúni (1969–1970), lista
- Kambodzsa (köztársaság)
  - Államfő - Norodom Szihanuk herceg (1960–1970), lista
  - Kormányfő - 
    1. Penn Nouth (1968–1969)
    2. Lon Nol (1969–1972), lista
- Kína (népköztársaság)
  - A kommunista párt főtitkára - Mao Ce-tung (1935–1976), főtitkár
  - Államfő - 
Szung Csing-ling (1968–1972), ügyvivő
Tung Bivu (1968–1975), ügyvivő, lista
  - Kormányfő - Csou En-laj (1949–1976), lista
- Kuvait (alkotmányos monarchia)
  - Uralkodó - III. Szabáh emír (1965–1977)
  - Kormányfő - Dzsáber al-Ahmad al-Dzsáber asz-Szabáh (1965–1978), lista
- Laosz (monarchia)
  - Uralkodó - Szavangvatthana király (1959–1975)
  - Kormányfő - Szuvanna Phumma herceg (1962–1975), lista
- Libanon (köztársaság)
  - Államfő - Charles Helou (1964–1970), lista
  - Kormányfő - 
    1. Abdallah El-Jafí (1968–1969)
    2. Rasid Karami (1969–1970), lista
- Malajzia (parlamentáris monarchia)
  - Uralkodó - Iszmail Nasziruddin szultán (1965–1970)
  - Kormányfő - Tunku Abdul Rahman (1955–1970),[17] lista
- Maldív-szigetek (köztársaság)
  - Államfő - Ibrahim Naszir (1968–1978), lista
- Maszkat és Omán (abszolút monarchia)
  - Uralkodó - III. Szaid szultán (1932–1970)
- Mongólia (népköztársaság)
  - A kommunista párt vezetője – Jumdzságin Cedenbál (1958–1984), Mongol Forradalmi Néppárt Központi Bizottságának főtitkára
  - Államfő - Dzsamszrangín Szambú (1954–1972), Mongólia Nagy Népi Hurálja Elnöksége elnöke, lista
  - Kormányfő - Jumdzságin Cedenbál (1952–1974), lista
- Nepál (alkotmányos monarchia)
  - Uralkodó - Mahendra király (1955–1972)
  - Kormányfő - 
    1. Szurja Bahadur Thapa (1965–1969)
    2. Kirti Nidhi Biszta (1969–1970), lista
- Pakisztán (köztársaság)
  - Államfő - 
    1. Ayub Khan (1958–1969)
    2. Yahya Khan (1969–1971), lista
- Szaúd-Arábia (abszolút monarchia)
  - Uralkodó - Fejszál király (1964–1975)
  - Kormányfő - Fejszál király (1962–1975)
- Szingapúr (köztársaság)
  - Államfő - Yusof bin Ishak (1959–1971),[18] lista
  - Kormányfő - Li Kuang-jao (1959–1990),[18] lista
- Szíria (köztársaság)
  - Államfő - Nureddin al-Atasszi (1966–1970), lista
  - Kormányfő - Nureddin al-Atasszi (1968–1970), lista
- Tajvan (köztársaság)
  - Államfő - Csang Kaj-sek (1950–1975), lista
  - Kormányfő - Jen Csiakan (1963–1972), lista
- Thaiföld (parlamentáris monarchia)
  - Uralkodó - Bhumibol Aduljadezs király (1946–2016)
  - Kormányfő - Thanom Kittikacsorn (1963–1973), lista
- Törökország (köztársaság)
  - Államfő - Cevdet Sunay (1966–1973), lista
  - Kormányfő - Süleyman Demirel (1965–1971), lista
- Dél-Vietnám
  - Államfő - Nguyễn Văn Thiệu (1965–1975), lista
  - Kormányfő - 
    1. Trần Văn Hương (1968–1969)
    2. Trần Thiện Khiêm (1969–1975), lista
- Észak-Vietnam
  - A kommunista párt főtitkára - Lê Duẩn (1960–1986), főtitkár
  - Államfő - 
    1. Ho Si Minh (1945–1969)
    2. Tôn Đức Thắng (1969–1980),[19] lista

  - Kormányfő - Phạm Văn Đồng (1955–1987),[20] lista

## Óceánia
- Ausztrália (parlamentáris monarchia)
  - Uralkodó - II. Erzsébet királynő, Ausztrália királynője, (1952–2022)
  - Főkormányzó - 
    1. Richard Casey báró, (1965–1969)
    2. Sir Paul Hasluck (1969–1974), lista

  - Kormányfő - John Gorton (1968–1971), lista
- Nauru (köztársaság)
  - Államfő - Hammer DeRoburt (1968–1976), lista
- Nyugat-Szamoa (parlamentáris monarchia)
  - Uralkodó - Malietoa Tanumafili II, O le Ao o le Malo (1962–2007)
  - Kormányfő - Fiame Mata'afa Faumuina Mulinu’u II (1959–1970),[21] lista
- Új-Zéland (parlamentáris monarchia)
  - Uralkodó - II. Erzsébet királynő, Új-Zéland királynője (1952–2022)
  - Főkormányzó - Sir Arthur Porritt (1967–1972), lista
  - Kormányfő - Sir Keith Holyoake (1960–1972), lista